# Aegomorphus purulensis
Aegomorphus purulensis es una especie de escarabajo longicornio del género Aegomorphus, tribu Acanthoderini, subfamilia Lamiinae. Fue descrita científicamente por Bates en 1885.

## Descripción
Mide 10,6-14,9 milímetros de longitud.

## Distribución
Se distribuye por Guatemala, Honduras y Nicaragua.